# Economía de Islandia
La economía de Islandia es pequeña —la más pequeña de la OCDE— y de gran volatilidad. Antes de la crisis del año 2008, el país alcanzó un alto crecimiento económico, tenía bajo desempleo y una buena distribución de la renta, situación que está recuperada casi al completo. En el año 2005, Islandia se encontraba, junto con Noruega, en el primer lugar del mundo en el índice de desarrollo humano, mientras que hoy se sitúa en el puesto 17. Actualmente es uno de los países con mayor igualdad de ingresos, con un coeficiente de Gini de 0,227, así como el país con menor riesgo de pobreza de Europa.
Islandia tiene una economía mixta, con altos niveles de librecambismo e intervencionismo, aunque este último es más bajo que en otros países nórdicos. La energía geotérmica es la principal fuente de energía doméstica e industrial del país.
Desde el año 2006, la economía empezó a experimentar problemas de inflación y el sistema financiero creció hasta tal punto que los tres bancos principales de Islandia alcanzaron un tamaño diez veces superior a la economía del país. Tras la quiebra de Lehman Brothers, estos bancos colapsaron y tuvieron que recibir un préstamo de emergencia del Fondo Monetario Internacional y otros países europeos, dando comienzo a la crisis financiera del país.

## Sectores

### Producción industrial

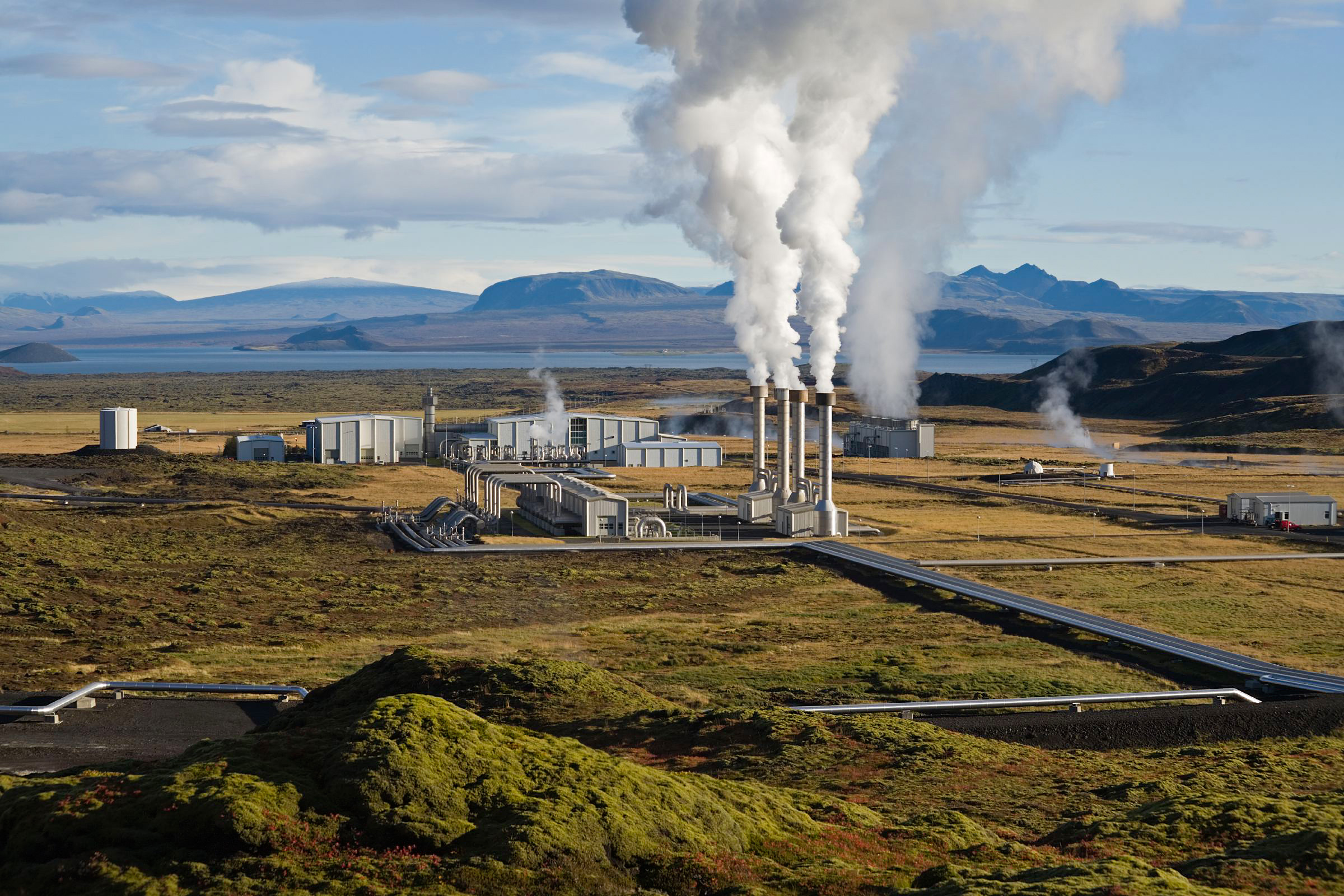
Planta geotérmica de Nesjavellir. Esta central da servicio a las necesidades de agua caliente del área metropolitana de Reykjavík.

Islandia es el primer país del mundo en producción de energía eléctrica per cápita con 53 MWh, duplicando a Noruega, que se encuentra en segundo lugar con 26 MWh. En 2014, toda la energía eléctrica anual fue producida mediante energía hidroeléctrica (71 %) y energía geotérmica (29 %), por lo que el país es completamente autosuficiente y renovable. La abundancia de electricidad ha facilitado el crecimiento del sector de la fabricación. Los productos con un alto coste energético de fabricación suponen casi un 40 % del total de las exportaciones, comparado con un 12 % en 1997.

#### Fundición de aluminio
La fundición del aluminio —el proceso de extraer el aluminio de su mineral, la alúmina, generalmente mediante el proceso Hall-Héroult— es la industria más importante dentro del sector del uso intensivo de la energía. Existen tres fábricas en el país, con una capacidad total de 840 000 toneladas al año y una producción real de 810 000, situando a Islandia en el puesto número 11 del mundo.
Alcan opera la primera fundición de aluminio de Islandia (nombre de la planta: ISAL), situada en Straumsvík, cerca de Hafnarfjördur. La fábrica entró en funcionamiento en 1969, y desde entonces ha evolucionado de una producción inicial de 33 000 toneladas anuales hasta unas 189 000 actuales.
La segunda planta comenzó su producción en 1998 y está operada por Norðurál. Se sitúa en Grundartangi, cerca del municipio de Akranes. Su capacidad inicial era de 220 000 toneladas anuales, pero ha sido ampliada hasta 260 000. En octubre de 2013, Norðurál anunció un proyecto de cinco años para ampliar la capacidad de producción en otras 50 000 toneladas.
La empresa Alcoa posee una tercera planta cerca de Reyðarfjörður. Conocida como Fjardaál («aluminio de los fiordos»), tiene una capacidad de 346 000 toneladas anuales y fue puesta en funcionamiento en abril de 2008. Para proveer energía a esta fábrica, Landsvirkjun construyó la central hidroeléctrica de Kárahnjúkar, de 690 MW. Este inmenso proyecto aumentó la potencia hidroeléctrica instalada del país desde 1600 MW hasta unos 2300 MW.

#### Sector pesquero

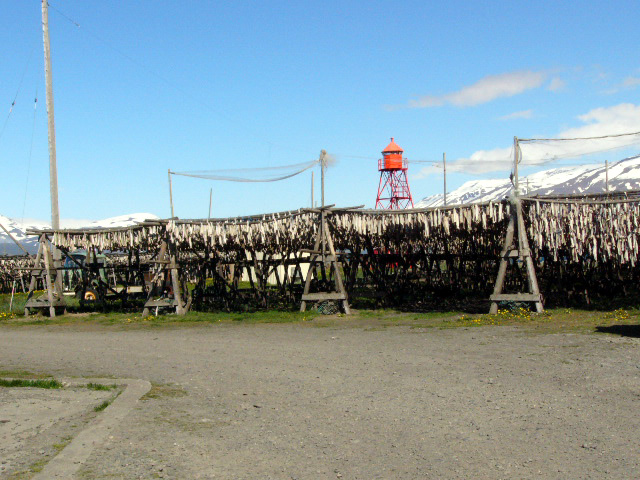
Secaderos de pescado en Hjalteyri. La pesca es uno de los pilares de la economía islandesa.

La pesca y sus sectores relacionados son la parte más importante de la economía islandesa y suponen aproximadamente un 45 % del volumen de exportaciones y alrededor de un 25 % de los ingresos por exportaciones. Aunque esta cifra ha ido descendiendo (en 2000 representaba un 63 % del volumen de exportaciones), su contribución al PIB se ha mantenido más o menos constante desde entonces, con alrededor de un 10 % sobre el total. Este sector emplea de forma directa a algo más de 9000 personas, aunque se estima que entre 25 000 y 35 000 personas (alrededor del 20 % de la población activa) dependen de ella para su subsistencia.
Islandia es el segundo mayor país en producción de pescado del Atlántico noroeste después de Noruega, habiendo superado al Reino Unido a principio de los años 1990. Desde 2006, los pesqueros islandeses han conseguido capturas de entre 1,1 y 1,4 millones de toneladas anualmente, aunque está lejos del pico de producción de 2 millones de toneladas en 2003.

### Comercio exterior

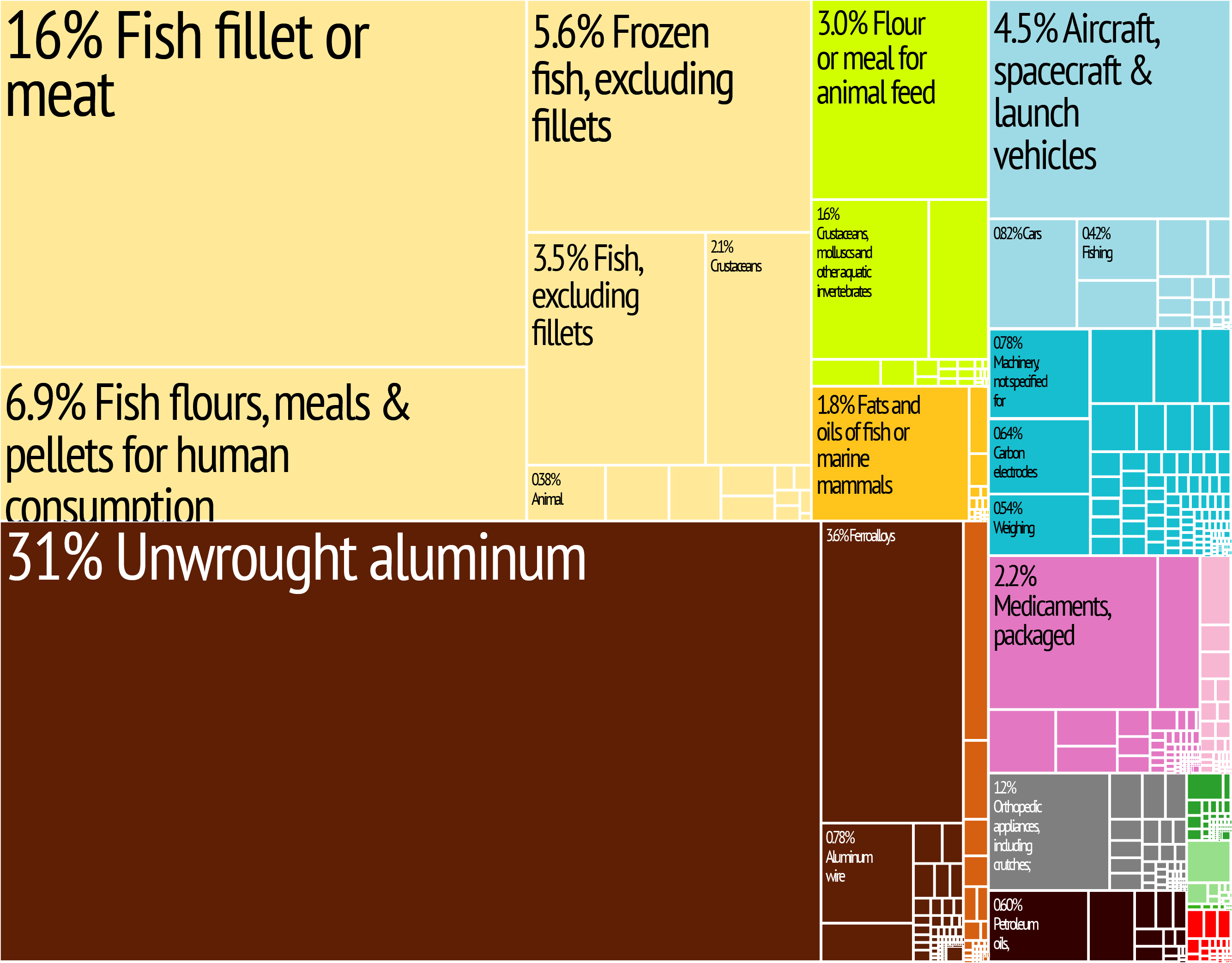
Cuadro de exportaciones de Islandia

Las exportaciones de Islandia supusieron unos ingresos de 5020 millones de dólares en 2014, alrededor de un 30 % del PIB. El aluminio sin procesar es el principal producto de exportación llegando a ser un 31 % de ingresos, aunque la pesca y sus múltiples derivados tienen en conjunto un impacto todavía mayor, con alrededor de un 45 %. Por este motivo, la economía islandesa es muy sensible a las disminuciones en los precios mundiales de estos productos, que suponen en total casi tres cuartas partes de los bienes exportados.
Los principales destinos de las exportaciones son los miembros de la Unión Europea y la Asociación Europea de Libre Comercio. Los países que más productos importan desde Islandia son Países Bajos (29,2 %), Reino Unido (11,2 %), España (7,53 %) y Alemania (6,03 %).
Las importaciones de Islandia tienen un valor de unos 5370 millones de dólares en 2014. Sus principales países proveedores son Noruega (14,6 %), Estados Unidos (10,1 %), Alemania (7,6 %), Dinamarca (7,5 %) y China (7,4 %).

#### Importaciones
Se presentan a continuación las mercancías de mayor peso en las importaciones de Islandia para el período 2010-hasta julio de 2015. Las cifras están expresadas en dólares estadounidenses valor FOB.

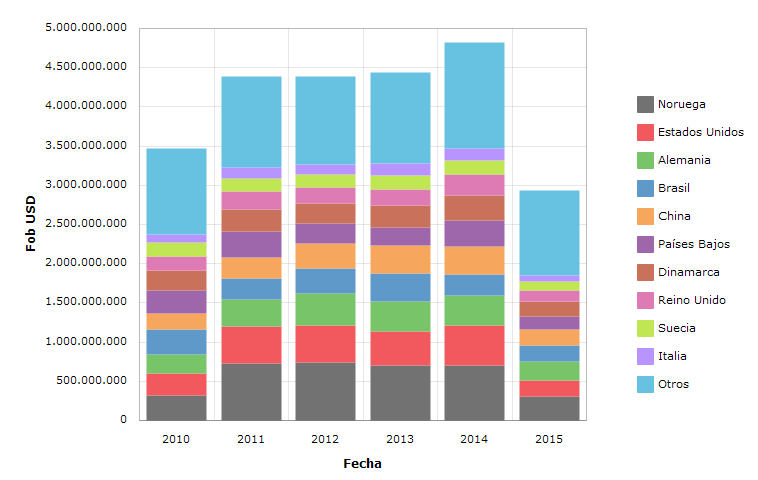
Importaciones de Islandia del periodo 2010-hasta julio de 2015 expresadas en USD valor FOB.

| Capítulo arancelario                                          | 2010          | 2011          | 2012          | 2013          | 2014          | 2015          |
| ------------------------------------------------------------- | ------------- | ------------- | ------------- | ------------- | ------------- | ------------- |
| Combustibles, aceites, materias bituminosas y ceras minerales | 483 727 259   | 662 430 805   | 680 004 305   | 677 889 766   | 780 033 009   | 605 346 383   |
| Máquinas, aparatos y material eléctrico                       | 492 334 632   | 660 719 068   | 589 758 265   | 641 718 648   | 619 743 908   | 601 402 270   |
| Productos químicos                                            | 506 409 739   | 587 562 294   | 560 480 686   | 534 820 125   | 506 722 309   | 540 019 957   |
| Máquinas, aparatos y artefactos mecánicos                     | 175 868 994   | 324 002 669   | 353 799 188   | 377 918 388   | 421 865 993   | 454 060 436   |
| Vehículos automóviles                                         | 109 723 113   | 175 147 692   | 247 106 441   | 240 628 597   | 329 181 539   | 423 144 374   |
| Productos farmacéuticos                                       | 119 255 397   | 128 823 933   | 126 018 493   | 131 802 215   | 129 141 932   | 120 327 199   |
| Plásticos y sus manufacturas                                  | 100 106 422   | 116 773 755   | 115 600 864   | 122 135 152   | 134 317 259   | 122 754 295   |
| Aeronaves y vehículos espaciales                              | 70 954 881    | 64 963 976    | 108 903 542   | 67 017 290    | 47 590 673    | 225 815 657   |
| Aluminio y sus manufacturas                                   | 70 739 245    | 113 988 267   | 80 283 453    | 95 492 691    | 107 114 907   | 86 204 447    |
| Instrumentos de óptica, medida y medicoquirúrgicos            | 90 397 872    | 84 052 234    | 83 908 812    | 94 494 291    | 110 367 916   | 108 253 334   |
| Demás capítulos                                               | 1 252 006 863 | 1 471 766 379 | 1 438 174 730 | 1 458 247 421 | 1 636 092 855 | 1 670 332 055 |
| Total                                                         | 3 471 524 416 | 4 390 231 073 | 4 384 038 779 | 4 442 164 583 | 4 822 172 300 | 4 957 660 408 |

#### Exportaciones
Se presentan a continuación los principales socios comerciales de Islandia para el periodo 2010-julio de 2015. La mayoría de sus importadores están en Europa salvo Estados Unidos y Japón . Las cifras expresadas son en dólares estadounidenses valor FOB.

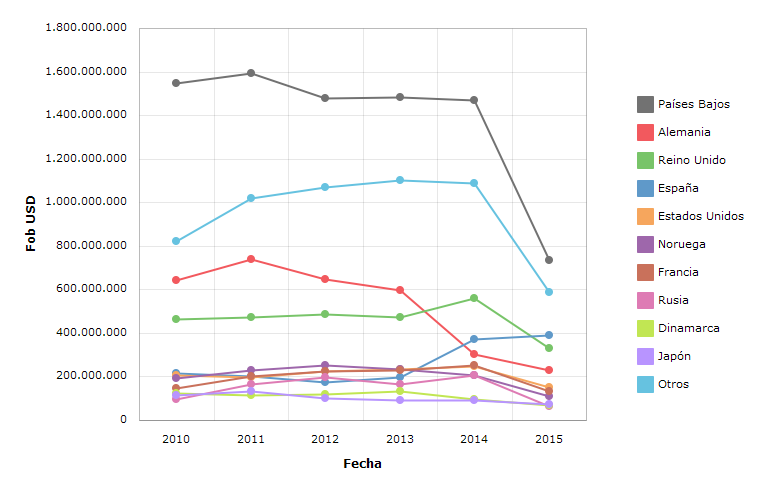
Exportaciones de Islandia del periodo 2010-julio de 2015 expresadas en USD valor FOB.

| País importador | 2010          | 2011          | 2012          | 2013          | 2014          | 2015          |
| --------------- | ------------- | ------------- | ------------- | ------------- | ------------- | ------------- |
| Países Bajos    | 1 548 855 814 | 1 591 307 556 | 1 477 402 353 | 1 481 322 479 | 1 468 743 568 | 1 229 574 670 |
| Alemania        | 641 843 705   | 739 811 968   | 646 255 583   | 598 115 133   | 301 770 274   | 349 215 076   |
| Reino Unido     | 462 420 787   | 474 050 865   | 487 558 636   | 470 846 093   | 560 016 426   | 546 349 448   |
| España          | 217 037 844   | 202 681 693   | 176 253 251   | 195 854 306   | 374 005 750   | 545 437 093   |
| Estados Unidos  | 206 131 840   | 196 426 843   | 223 284 875   | 232 995 023   | 245 897 628   | 261 052 792   |
| Noruega         | 193 830 205   | 230 600 784   | 251 157 819   | 235 172 025   | 208 660 890   | 269 044 464   |
| Francia         | 144 983 127   | 202 642 777   | 223 069 138   | 231 515 904   | 250 503 316   | 211 143 607   |
| Rusia           | 96 903 037    | 166 745 154   | 195 236 382   | 166 754 083   | 206 358 727   | 93 852 047    |
| Dinamarca       | 122 550 992   | 113 593 660   | 121 247 939   | 131 971 966   | 97 200 097    | 114 858 610   |
| Japón           | 115 109 431   | 133 743 481   | 102 834 570   | 93 123 518    | 93 800 370    |               |
| Nigeria         |               |               |               |               |               | 93.352.827    |
| Resto del mundo | 823 556 284   | 1 020 938 606 | 1 069 773 919 | 1 100 309 774 | 1 090 488 527 | 993 962 583   |
| Total           | 4 573 223 065 | 5 072 543 388 | 4 974 074 465 | 4 937 980 304 | 4 897 445 574 | 4 707 843 216 |

### Turismo
El turismo se ha consolidado en los últimos años como tercer pilar de la economía de Islandia, pasando de algo menos del 3 % del PIB en 2006 a más del 7 % en 2013. Ha supuesto también un papel fundamental a la hora de equilibrar la balanza de pagos, contribuyendo con más de la mitad del crecimiento de las exportaciones en 2013.
Los principales factores de este crecimiento fueron la crisis económica y la consecuente depreciación de la moneda, que incrementó la competitividad de Islandia en cuanto a precios turísticos entre 2007 y 2010, pasando de un 3 % a un 4,5 % del PIB en esos años. Asimismo, la erupción del Eyjafjallajökull de 2010 creó un cierto entusiasmo e interés entre los viajeros de aventura, lo que unido a la posterior recuperación económica —que permitió el aumento del presupuesto dedicado a campañas publicitarias— y el incremento de las rutas aéreas —principalmente a Estados Unidos y Canadá mediante la compañía Icelandair— ha supuesto una explosión turística en el país.
En 2015, Islandia ocupó la segunda posición dentro de los países desarrollados en el Índice de Desarrollo del Turismo de Aventura, por detrás de Suiza, debido principalmente a su geografía y a los paisajes de glaciares y volcanes.

## Crisis financiera islandesa de 2008
Tras la fuerte inflación en la corona islandesa en 2008, los tres principales bancos de Islandia, Glitnir, Landsbanki y Kaupthing fueron puestos bajo el control del gobierno. Icesave, una filial del Landsbanki que operaba en el Reino Unido y los Países Bajos, se declaró insolvente, poniendo los ahorros de miles clientes británicos y neerlandeses en situación de riesgo. Asimismo, se reveló que más de 70 autoridades locales en el Reino Unido poseían más de 550 millones de libras en dinero en efectivo en los bancos de Islandia, siendo conscientes que su dinero se puede perder, ya que sus cuentas no están garantizadas de la misma manera que las cuentas de los consumidores islandeses.